# 竜王ロープウェイ
竜王ロープウェイ（りゅうおうロープウェイ）は、長野県下高井郡山ノ内町にある索道。北志賀竜王が運行している。北志賀高原の竜王スキーパークの中にある。

## 路線データ
バレーステーション - スカイランドステーション
- 全長：2149.43m（水平長）　2292.79m（傾斜長）
- 高低差：790.05m
- 走行方式：4線交走式
- 定員：166人
- 運転時分：8分
- 駅数：2駅